# Nobu Shirase
Nobu Shirase (jap. 白瀬矗 Shirase Nobu; ur. 20 lipca 1861, zm. 4 września 1946) – oficer japońskiej armii, który w latach 1910-1912 kierował japońską wyprawą antarktyczną na statku Kainan-Maru.

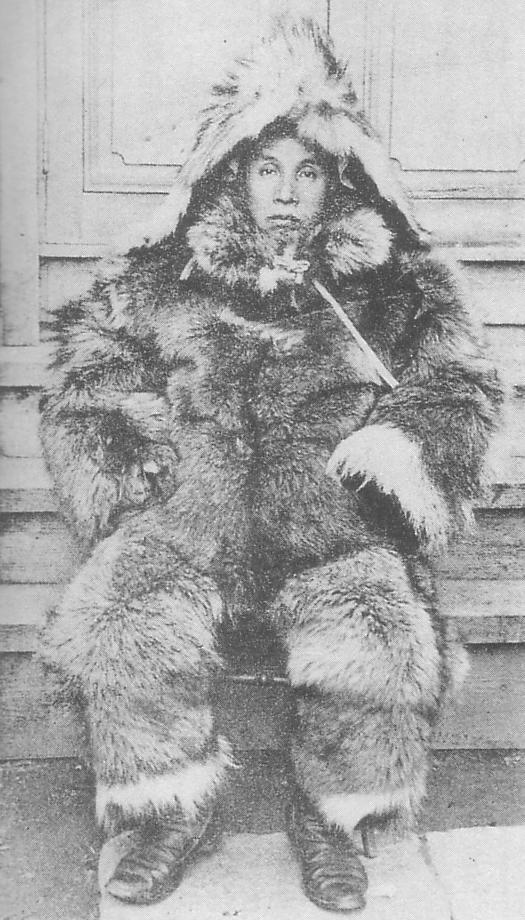
Shirase Nobu, dowódca japońskiej wyprawy antarktycznej

Po kilku nieudanych próbach w 1911 r. ekspedycja przebyła Morze Rossa i dotarła do bariery lodowej. Jedna z grup marszem pieszym przez wschodnią część Lodowca Szelfowego Rossa dotarła do szerokości 80°05'S. Inna grupa wylądowała na Półwyspie Edwarda VII i doszła do łańcucha Gór Aleksandry. W Zatoce Wielorybiej ekspedycja Nobu Shirase napotkała jedną z grup ekspedycji na biegun południowy, kierowanej przez Roalda Amundsena.
Pomimo obiektywnie skromnych wyników wyprawy, jej uczestnicy byli hucznie witani w Japonii, a Nobu Shirase został okrzyknięty bohaterem. W 50. rocznicę wyprawy poczta japońska uczciła wydaniem znaczka okolicznościowego.
Obecnie jedna z zatok w Barierze Lodowej Rossa nosi nazwę Kainan Bay, a fragment wybrzeża Antarktydy został nazwany Shirase Coast.